# Plastique Noir
Plastique Noir es una banda brasileña de música de estilo rock gótico, post-punk y darkwave. Algunas canciones son licenciado de CC-BY-SA.

## Miembros

### Miembros actuales
- Airton S. - vocalista
- Danyel - guitarrista
- Deivyson - bajista

### Anteriores
- Max Bernardo - teclista
- Márcio Mäzela - guitarrista

## Discografía

### Álbumes
- Dead Pop (2008)
- The Early Grave (2009)[3]
- Affects (2011)
- 24 Hours Awake (2015)
- Iskuros (2021)

### EP
- Urban Requiems (2006, extended: 2008[4])
- Those Who Walk By The Night - The Remixes (2008)

### Sencillos
- Inconstancy (2008)

### Demos
- Offering (2005)